# Jazīrat Badīyah
Jazīrat Badīyah är en ö i Förenade Arabemiraten.   Den ligger i emiratet Fujairah, i den nordöstra delen av landet, 230 kilometer nordost om huvudstaden Abu Dhabi.
Terrängen på Jazīrat Badīyah är varierad. Öns högsta punkt är 24 meter över havet.